# Vilhelm Sahlstedt
Axel Vilhelm Sahlstedt, född 1 augusti 1879 i Stockholm, död 30 oktober 1960 i Engelbrekts församling, Stockholm, var en svensk veterinär med specialitet på hästar, och högskolelärare. Gift med Matilda Sahlstedt.
Sahlstedt avlade studentexamen i Stockholm 1897, utexaminerades 1899 från Ultuna lantbruksinstitut, avlade 1903 fullständig veterinärexamen, studerade 1905–1906 vid Stockholms högskola och avlade 1911 medicine kandidatexamen vid Karolinska Institutet. 
Han var extra lärare i husdjurens anatomi m.m. vid Alnarps lantbruksinstitut 1903 och verkade från 1904 i flera olika lärarbefattningar vid Veterinärinstitutet; som adjunkt 1904, t.f. lektor i kemi 1905–1907, assistent vid anatomiska och fysiologiska anstalten 1908, och som t.f. lektor i kemi, fysiologi m.m. 1911–1914. Han tillförordnades 1914 på professuren i kemi och fysiologi vid Veterinärhögskolan (som Veterinärinstitutet då hade ombildats till) och utnämndes 1916 till ordinarie innehavare av denna professur. 1925 till 1936 var han Veterinärhögskolans rektor,
Mellan 1904 och 1953 tjänstgjorde Sahlstedt också som oavlönad konsulterad veterinär för Skansens Zoologiska avdelnings djurbestånd, varefter han efterträddes av professor Karl Yngve Borg.
Han skrev bl.a. Teorier om korsförlamning hos häst (i Svensk veterinärtidskrift, 1914), Bidrag till kännedomen om andningsarbetets storlek (i Skandinavisk veterinärtidskrift, 1917), Beitrag zur Kenntniss des Geruchsmechanismus bei den makrosmatischen Säugetieren (1912), Erfahrungen über "Mikro-Kjeldahl"-Bestimmungen (1914), Die Schleimsubstanz des Pferdeharns (1916) och Temperatur und Feuchtigkeit der Ausathmungsluft (tillsammans med Göran Liljestrand, 1924), samtliga i Skandinavisches Archiv für Physiologie, Die Gazdiffusion durch die Froschlunge (tillsammans med Göran Liljestrand, i Festskrift för August Krogh 1925) och Hästens knäled (i Veterinärhögskolan 100 år, 1921).
Han invaldes 1930 som ledamot av Lantbruksakademien och promoverades 1933 till medicine hedersdoktor vid Karolinska Institutet.
Som pensionär åkte han nästan dagligen 4:ans spårvagn i Stockholm och letade efter antikviteter. Makarna Sahlstedt är begravda på Norra begravningsplatsen utanför Stockholm.